# Дом за деца, лишени от родителска грижа (Пловдив)
Домът за деца, лишени от родителска грижа „Княгиня Мария-Луиза“ е пансион за деца и юноши, който се намира в град Пловдив. На децата се осигурява среда за развитие и израстване съгласно Конвенцията на ООН за правата на детето.

## История
През 1884 г. в Пловдив е създадено благотворително дружество „Майчина грижа“. Дружеството е подпомагано от княгиня Мария-Луиза. По инициатива на нейните дъщери Евдокия и Надежда през 1914 г. се създава „Фонд за подпомагане на сираците“. Със средства на този фонд и с решение на Пловдивския Окръжен съвет на 12 ноември същата година е създадено Окръжно сиропиталище за сираците - деца на загиналите за отечството си български войници, което по-късно е наименувано Дом за сираци „Княгиня Мария-Луиза“.
Домът е настанен в бившите сгради на Трети артилерийски полк до река Марица на терена на бившите конюшни на кавалерията на армията в Пловдив. Приютът е първият по рода си, открит специално за деца на загинали офицери и войници от Балканската война. Домът е създаден в Пловдив, защото градът по време на войната е логистичен център.
До 1 април 1926 г. домът е бил на издръжка на Окръжния съвет, а след това е поделение на Отделението за падналите и пострадалите от войните. По това време домът е разполагал с 250 декара земя южно от Пловдив, където е развито стопанство и в свободното си време питомниците на дома са възпитавани на труд и добиват знания и опитност в земеделието. След завършване на първоначалното си образование, децата посещават градските гимназии. През 1926/1927 г. в дома има 142 момчета и 58 момичета. От тях 66 са в първоначално училище, 102 - в прогимназия, 6 - в гимназия, 13 - професионални училища и 13 се учат на занаят. Общият годишен разход за издръжката му по това време е възлизал на 3215 хил. лв.
През 1930 г. израсналите първи питомци на сиропиталището решават със собствени средства да изградят паметник на загиналите във войните. Приютът продължава своето съществуване и след 1944 г., когато става част от държавната система за подпомагане на деца-сираци и деца, които не могат да бъдат отгледани от своите родители. Последният ремонт преди 1989 г. е правен през 1954 г.
През зимата на 1996/1997 г. положението в дома е трагично. Тогава чрез германските медии българката Дона Колева, живяла в Германия, успява да ангажира журналиста Мирко Шваниц. След като не успява да публикува свои критичен репортаж, журналистът решава лично да се заеме с каузата за подпомагането на децата в дома. Заедно с Дона Колева се обръщат към свои познати и приятели в Германия с молба за помощ. С личните си автомобили тръгват да обикалят производители на храни, дрехи, на строителни материали и ги убеждават да помогнат на дома.
През 1998 г. Домът получава първата помощ. В Германия е регистрирано Сдружението за подпомагане на българските детски домове с председател Мирко Шваниц. Чрез дружеството през първите 15 години са получени на 1,5 милиона евро. С тези средства са построени осем къщички за питомците на дома, боядисани в свежи цветове, направена е и работилница за професионално обучение, в която децата могат да изучават занаят. Баните и столовата са ремонтирани, сменени са и дограмите. През 2017 г. е изградена спортна площадка.
За 25 години през приюта са минали над 1500 деца, 38 от тях са завършили висше образование. В България и в чужбина са осиновени 68 деца, а 17 са настанени в приемни семейства. В Дома нормално са настанени около 90 деца, за които се грижат 30-ина специалисти.
През май 2019 г. Домът прераства в Комплекс за социални услуги „Княгиня Мария-Луиза“, който включва
- два Центъра за настаняване от семеен тип за деца без увреждания и
- едно Преходно жилище за младежи от 16 до 20 години.

## Паметник на загинали във войните за национално обединение
Монумент в памет на загиналите във войните за национално обединение се намира в двора на дома. Издигнат е през 1930 г. със средства на възпитаници на дома. Това е един от малкото военни паметници в Пловдив в чест на загиналите за независимостта на България във войните 1912-1913 г. и 1915-1918 г. и единствен издигнат извън гробищни паркове и храмови дворове. До закриване на Втора армия, военните от Пловдив ежегодно провеждат тържествена заря-проверка с участие на питомниците на дома.
След закриване на Втора армия, паметникът е изцяло на издръжката на Дома. В оригиналния дизайн в него е вградена чешма. Поради факта, че водата е била от непроверен източник, дезайнът на паметника е преработен.